# Tillandsia rothschuhiana
Tillandsia rothschuhiana är en gräsväxtart som beskrevs av Carl Christian Mez. Tillandsia rothschuhiana ingår i släktet Tillandsia och familjen Bromeliaceae. Inga underarter finns listade i Catalogue of Life.